# Langitanais bifidirostris
Langitanais bifidirostris är en kräftdjursart som beskrevs av Sueo M. Shiino 1980. Langitanais bifidirostris ingår i släktet Langitanais och familjen Tanaidae. Inga underarter finns listade i Catalogue of Life.